# Anthurium anceps
Anthurium anceps är en kallaväxtart som beskrevs av Luis Aloysius, Luigi Sodiro. Anthurium anceps ingår i släktet Anthurium och familjen kallaväxter. Inga underarter finns listade.